# Rhabdotorrhinus
Genre
Rhabdotorrhinus est un genre d'oiseaux de la famille des Bucerotidae.

## Taxinomie
À la suite de l'étude phylogénique de Gonzalez et al. (2013), le Congrès ornithologique international (dans sa version 4.4, 2014) réorganise complètement la famille des Bucerotidae en ressuscitant le genre Rhabdotorrhinus et en y transférant les espèces suivantes :
- depuis le genre Aceros :
  - le Calao à casque rouge ;
  - le Calao de Vieillot ;
  - le Calao de Walden.
- depuis  genre Penelopides :
  - le Calao des Célèbes.

### Liste des espèces
D'après la classification de référence (version 5.1, 2015) du Congrès ornithologique international (ordre phylogénique) :
- Rhabdotorrhinus waldeni – Calao de Walden
- Rhabdotorrhinus leucocephalus – Calao de Vieillot
- Rhabdotorrhinus exarhatus – Calao des Célèbes
- Rhabdotorrhinus corrugatus – Calao à casque rouge